# Котлвил (Мисури)
Котлвил (енгл. Cottleville) град је у америчкој савезној држави Мисури.

## Демографија
По попису из 2010. године број становника је 3.075, што је 1.147 (59,5%) становника више него 2000. године.
| Група             | 2000.         | 2010.         |
| Белци             | 1.842 (95,5%) | 2.819 (91,7%) |
| Афроамериканци    | 38 (2,0%)     | 115 (3,7%)    |
| Азијати           | 11 (0,6%)     | 46 (1,5%)     |
| Хиспаноамериканци | 17 (0,9%)     | 54 (1,8%)     |
| Укупно            | 1.928         | 3.075         |